# Kifuji Kenta
Kenta Kifuji (sinh ngày 5 tháng 10 năm 1981) là một cầu thủ bóng đá người Nhật Bản.

## Sự nghiệp câu lạc bộ
Kenta Kifuji đã từng chơi cho Avispa Fukuoka và Montedio Yamagata.